# 捷列茨农村居民点
捷列茨农村居民点（俄语：Телецкое сельское поселение）是俄罗斯联邦布良斯克州特鲁布切夫斯克区所属的一个农村居民点。其下辖有14个居民点，行政中心为捷列茨。据2015年统计，该农村居民点的人口为3051人。